# Šluknov
Šluknov (en allemand : Schluckenau) est une ville du district de Děčín, dans la région d'Ústí nad Labem, en Tchéquie. Sa population s'élevait à 5 744 habitants en 2023.

## Géographie
Šluknov se trouve près de la frontière avec l'Allemagne, à 5,5 km à l'est de Sebnitz, à 31 km au sud-est de Děčín, à 48 km à l'est-nord-est d'Ústí nad Labem et à 104 km au nord de Prague.
La commune est limitée par l'Allemagne au nord, par Jiříkov à l'est, par Rumburk et Staré Křečany au sud, et par Velký Šenov à l'ouest.

## Histoire
La localité a été fondée au milieu du XIVe siècle. Située dans la région des Sudètes, la ville était très largement germanophone et devint dans les années 1930 un foyer très actif du Parti allemand des Sudètes de Konrad Henlein. Adolf Hitler y effectua une première visite dès 1938. Elle fut occupée par l'armée allemande en octobre 1938 et les quelques Tchèques qui y vivaient furent expulsés vers la Bohême centrale. Peu après, 3 580 des 3 589 électeurs votèrent en faveur du rattachement au Reich. En 1945, à la suite des décrets Beneš, la population allemande fut expulsée.

## Administration
La commune se compose de huit sections :
- Šluknov
- Císařský
- Fukov
- Královka
- Království
- Kunratice
- Nové Hraběcí
- Rožany

## Galerie

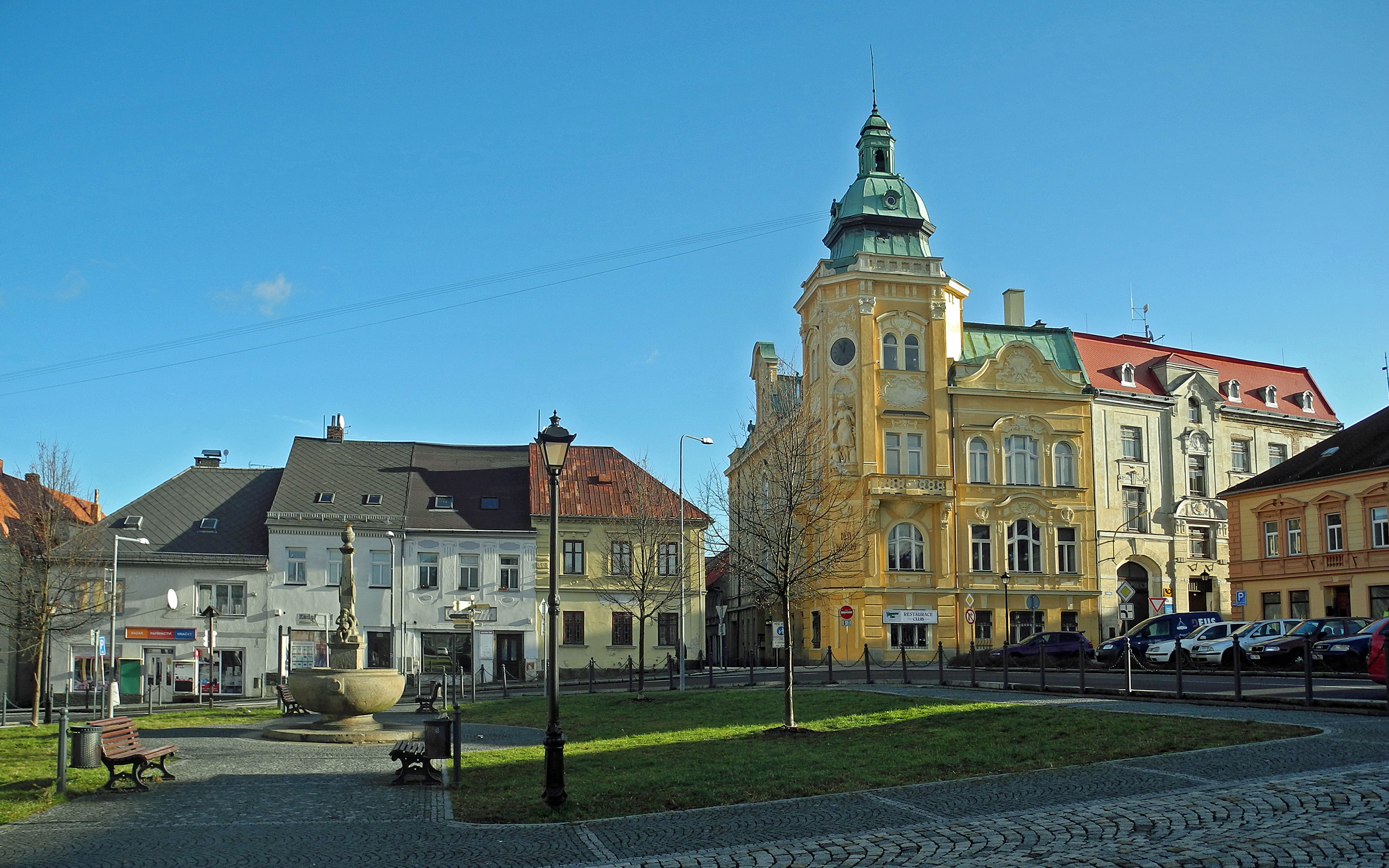
Šluknov : place de la Paix.
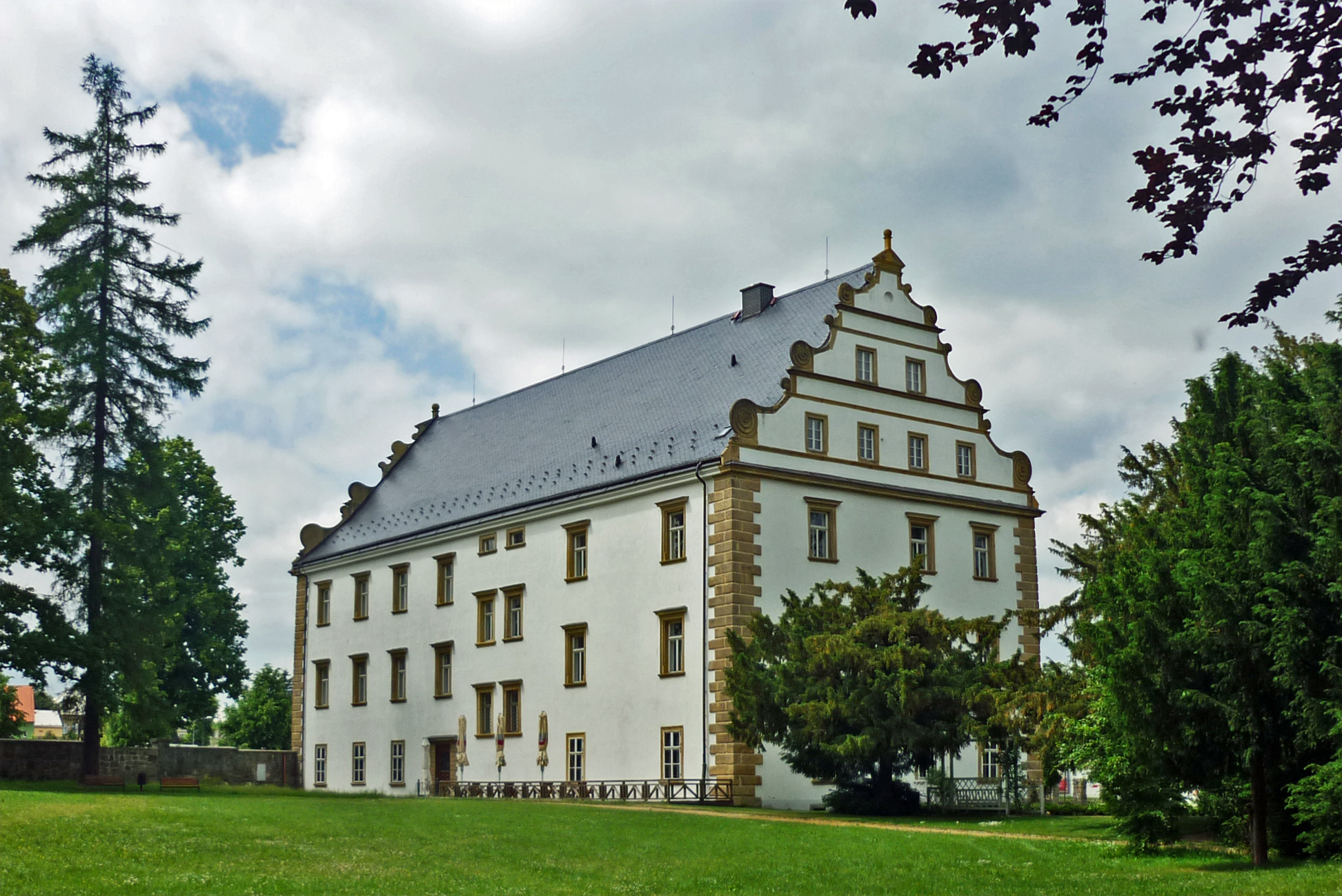
Château Renaissance de Šluknov.

## Transports
Par la route, Šluknov se trouve  à 10 km de Rumburk, à 46 km de Děčín, à 70 km d'Ústí nad Labem et à 137 km de Prague.